# Monsieur (film, 1990)
Pour les articles homonymes, voir Monsieur (homonymie).
Pour plus de détails, voir Fiche technique et Distribution.
Monsieur est un film franco-belge réalisé par Jean-Philippe Toussaint, sorti en 1990, adapté de son roman homonyme.

## Synopsis
Un jeune homme puéril et décalé mène une vie insouciante lorsque sa fiancée lui présente son nouveau petit ami.

## Fiche technique
- Réalisation : Jean-Philippe Toussaint
- Scénario : d'après le roman Monsieur de Jean-Philippe Toussaint
- Production : Les Films de l'Etang, Les Films des Tournelles
- Image : Jean-François Robin
- Type : Noir et blanc
- Montage : Sylvie Pontoizeau
- Durée : 90 minutes
- Dates de sortie :
  - 17 janvier 1990 (France)
  - 9 septembre 1990 (Festival du film de Toronto)

## Distribution
- Dominic Gould : Monsieur
- Wojciech Pszoniak : Kaltz
- Eva Ionesco : Mme Pons-Romanov
- Aziliz Juhel : Anne Bruckhardt
- Jacques Lippe : M. Parrain
- Jany de Stoppani : Mme Parrain
- Alexandra Stewart : Mme Dubois-Lacour
- Alexandre von Sivers : M. Leguen
- Tom Novembre : L'ami de Monsieur
- Jean-Claude Adelin : L'agent immobilier

## Distinctions
- 1991 : Nommé au festival du film de Stockholm
- 1990 : prix André-Cavens de l’Union de la critique de cinéma (UCC) pour le meilleur film belge